# 아름다운 마음
아름다운 마음(팔리어: sobhanacittāni 소-바나 찟따-니, sobhaṇa citta 소-바나 찟따, 영어: beautiful consciousness)은 특히 상좌부의 교학과 아비담마에서 사용하는 용어로, 욕계 · 색계 · 무색계 · 출세간에 속한  총 89가지 마음 또는 121가지 마음 가운데 무탐 · 무진 · 무치의 3선근의 전부 또는 일부가 함께하는 다음의 4종류의 총 59가지 또는 91가지의 마음을 말한다.
- 욕계 아름다운 마음 24가지 一 누적 24가지
- 색계 마음 15가지 一 누적 39가지
- 무색계 마음 12가지 一 누적 51가지
- 출세간의 마음 8가지 또는 40가지 一 누적 59가지 또는 91가지

아름다운 마음은 다음의 분류 또는 체계에 속한다.
- 욕계 · 색계 · 무색계 · 출세간에 속한 총 89가지 마음 또는 총 121가지 마음
  - 욕계 마음 54가지
    - 욕계의 해로운 마음  12가지
    - 욕계의 원인 없는 마음 18가지
    - 욕계 아름다운 마음 24가지 一 누적 24가지
      - 욕계 유익한 마음 8가지
      - 욕계 과보의 마음 8가지
      - 욕계 작용만 하는 마음 8가지

  - 색계 마음 15가지 一 누적 39가지
    - 색계 유익한 마음 5가지
    - 색계 과보의 마음 5가지
    - 색계 작용만 하는 마음 5가지

  - 무색계 마음 12가지 一 누적 51가지
    - 무색계 유익한 마음 4가지
    - 무색계 과보의 마음 4가지
    - 무색계 작용만 하는 마음 4가지

  - 출세간의 마음 8가지 또는 40가지 一 누적 59가지 또는 91가지
    - 출세간의 유익한 마음 4가지 또는 20가지
    - 출세간의 과보의 마음 4가지 또는 20가지

## 같이 보기
- 아름답지 않은 마음
- 해로운 마음
- 과보의 마음
- 유익한 마음
- 고귀한 마음
- 세간의 마음